# Нотр-Дам-де-ла-Рув'єр
Нотр-Дам-де-ла-Рув'є́р (фр. Notre-Dame-de-la-Rouvière) — колишній муніципалітет у Франції, у регіоні Окситанія, департамент Гар. Населення — 445 осіб (2011).
Муніципалітет був розташований на відстані близько 550 км на південь від Парижа, 55 км на північ від Монпельє, 60 км на північний захід від Німа.

## Історія
До 2015 року муніципалітет перебував у складі регіону Лангедок-Русійон. Від 1 січня 2016 року належав до нового об'єднаного регіону Окситанія.
1 січня 2019 року Нотр-Дам-де-ла-Рув'єр і Валлерог було об'єднано в новий муніципалітет Валь-д'Егуаль.

## Демографія
Динаміка населення (INSEE ):
Розподіл населення за віком та статтю (2006):
| Стать | Всього | До 15 років | 15-24 | 25-44 | 45-64 | 65-85 | Понад 85 |
| --- | ------ | ----------- | ----- | ----- | ----- | ----- | -------- |
| Чоловіки | 276    | 52          | 32    | 52    | 72    | 56    | 12       |
| Жінки | 152    | 16          | 16    | 36    | 52    | 28    | 4        |
| \| Статево-вікова піраміда \| Статево-вікова піраміда \| Статево-вікова піраміда \| \| ----------------------- \| ----------------------- \| ----------------------- \| \| Чоловіки \| Вік \| Жінки \| \| 12 \| 85 + \| 4 \| \| 4 \| 80-84 \| 4 \| \| 12 \| 75-79 \| 4 \| \| 20 \| 70-74 \| 12 \| \| 20 \| 65-69 \| 8 \| \| 12 \| 60-64 \| 16 \| \| 16 \| 55-59 \| 8 \| \| 20 \| 50-54 \| 16 \| \| 24 \| 45-49 \| 12 \| \| 32 \| 40-44 \| 16 \| \| 12 \| 35-39 \| 12 \| \| 0 \| 30-34 \| 8 \| \| 8 \| 25-29 \| 0 \| \| 16 \| 20-24 \| 4 \| \| 16 \| 15-20 \| 12 \| \| 28 \| 10-14 \| 0 \| \| 16 \| 5-9 \| 8 \| \| 8 \| 0-4 \| 8 \| |        |             |       |       |       |       |          |
| Статево-вікова піраміда |        |             |       |       |       |       |          |
| Чоловіки | Вік    | Жінки       |       |       |       |       |          |
| 12 | 85 +   | 4           |       |       |       |       |          |
| 4 | 80-84  | 4           |       |       |       |       |          |
| 12 | 75-79  | 4           |       |       |       |       |          |
| 20 | 70-74  | 12          |       |       |       |       |          |
| 20 | 65-69  | 8           |       |       |       |       |          |
| 12 | 60-64  | 16          |       |       |       |       |          |
| 16 | 55-59  | 8           |       |       |       |       |          |
| 20 | 50-54  | 16          |       |       |       |       |          |
| 24 | 45-49  | 12          |       |       |       |       |          |
| 32 | 40-44  | 16          |       |       |       |       |          |
| 12 | 35-39  | 12          |       |       |       |       |          |
| 0 | 30-34  | 8           |       |       |       |       |          |
| 8 | 25-29  | 0           |       |       |       |       |          |
| 16 | 20-24  | 4           |       |       |       |       |          |
| 16 | 15-20  | 12          |       |       |       |       |          |
| 28 | 10-14  | 0           |       |       |       |       |          |
| 16 | 5-9    | 8           |       |       |       |       |          |
| 8 | 0-4    | 8           |       |       |       |       |          |

## Економіка
2010 року серед 258 осіб працездатного віку (15—64 років) 158 були активними, 100 — неактивними (показник активності 61,2%, у 1999 році було 65,0%). З 158 активних мешканців працювало 126 осіб (69 чоловіків та 57 жінок), безробітними було 32 (19 чоловіків та 13 жінок). Серед 100 неактивних 18 осіб було учнями чи студентами, 33 — пенсіонерами, 49 були неактивними з інших причин.

У 2010 році в муніципалітеті числилось 180 оподаткованих домогосподарств, у яких проживали 398,5 особи, медіана доходів виносила 14 423 євро на одного особоспоживача